# سام لويد
صموئيل لويد (بالإنجليزية: Sam Lloyd)‏ (و. 1963 – م) هو ممثل، ومغني، وممثل أفلام، وممثل تلفزيوني، من الولايات المتحدة الأمريكية، ولد في ويستون.

## التعليم
تعلم في جامعة سيراكيوز.

## وصلات خارجية
- سام لويد على موقع IMDb (الإنجليزية)
- سام لويد على موقع روتن توميتوز (الإنجليزية)
- سام لويد على موقع ألو سيني (الفرنسية)
- سام لويد على موقع ميوزك برينز (الإنجليزية)
- سام لويد على موقع أول موفي (الإنجليزية)
- سام لويد على موقع إن إن دي بي (الإنجليزية)
- سام لويد على موقع قاعدة بيانات الفيلم (الإنجليزية)
- سام لويد على موقع كينوبويسك (الروسية)